# Houxi, Fujian
Houxi är en köping i sydöstra Kina. Den ligger i stadsdistriktet Jimei i staden Xiamen i provinsen Fujian, omkring 210 kilometer sydväst om provinshuvudstaden Fuzhou. Antalet invånare är 68 734. Befolkningen består av 32 349 kvinnor och 36 385 män. Barn under 15 år utgör 9,0 %, vuxna 15-64 år 86 %, och äldre över 65 år 3,0 %.